# Nohmul
Nohmul är en fornlämning i Belize.   Den ligger i distriktet Orange Walk, i den norra delen av landet, 110 km norr om huvudstaden Belmopan. Nohmul ligger 35 meter över havet.
Terrängen runt Nohmul är huvudsakligen platt. Nohmul ligger uppe på en höjd. Närmaste större samhälle är Orange Walk, 15,3 km söder om Nohmul.
Omgivningarna runt Nohmul är en mosaik av jordbruksmark och naturlig växtlighet. Runt Nohmul är det glesbefolkat, med 8 invånare per kvadratkilometer.